# Кубики сома
Ку́бики со́ма (англ. Soma cube) — головоломка, включающая в себя семь фигур, состоящих из одинаковых кубиков. Все семь фигур могут быть сложены в куб 3×3×3.
Кубики сома можно считать трёхмерным аналогом полимино.

## Описание
Набор включает 7 фигур. Одна из фигур составлена из трёх кубиков, а остальные - из четырёх:
Из всех 7 фигур можно сложить один большой куб размером 3×3×3 кубика. Существует 240 способов это сделать (если не считать повороты и зеркальные отражения); полный список всех 240 решений был составлен вручную Джоном Конвеем и Майклом Гаем в 1961 году.
Привлекательность головоломки в том, что помимо основной задачи (сборки куба) существуют не менее сложные задачи по сборке других интересных фигур.

## История
Пит Хейн придумал кубики сома в 1933 году во время лекции известного учёного Вернера Гейзенберга по квантовой механике.
Название головоломки было заимствовано из романа Олдоса Хаксли «О дивный новый мир», в котором сомой назывался наркотик.
В России набор также известен как «Кубики для всех».